# 菅原睦
菅原 睦（すがはら むつみ、1963年8月 - ）は、日本の言語学者。専門はテュルク諸語研究。東京外国語大学総合国際学研究院（言語文化部門・言語研究系）教授。博士（文学）。

## 略歴
福井県吉田郡松岡町（現・永平寺町）出身。本籍・京都市。1987年京都大学文学部言語学専攻卒業、1989年京都大学大学院文学研究科言語学専攻修士課程修了、1992年同博士後期課程単位取得退学、2006年3月、「ウイグル文字本『聖者伝』の研究」で京都大学博士（文学） 。1993年9月、ハジェテペ大学（トルコ）社会科学研究所にて在外研究。1995年東京外国語大学外国語学部助手、1998年講師、2003年助教授、2009年同大学総合国際学研究院准教授（大学院重点化に伴う配置換え）、2017年同教授。

## 翻訳
- 『デデ・コルクトの書 アナトリアの英雄物語集』太田かおり共訳. 平凡社東洋文庫 200